# 鳥取県道318号伏野覚寺線
鳥取県道318号伏野覚寺線（とっとりけんどう318ごう ふしのかくじせん）は、鳥取県鳥取市を通る一般県道である。

## 概要
鳥取市伏野から鳥取市覚寺に至る。

### 路線データ
- 起点：鳥取県鳥取市伏野（溝川交差点、国道9号交点）
- 終点：鳥取県鳥取市覚寺（覚寺交差点、国道9号交点、鳥取県道265号湯山鳥取線終点）
- 総延長：9.0 km

## 路線状況

### 重複区間
- 鳥取県道181号湖山停車場布勢線（鳥取市湖山町東1丁目・布勢入口交差点 - 鳥取市湖山町東1丁目・湖山駅入口交差点）

### 道路施設

#### 橋梁
- 湖山橋（湖山川、鳥取市）
- 八千代橋（千代川、鳥取市）
- 丸山橋（袋川、鳥取市）

## 地理

### 通過する自治体
- 鳥取県
  - 鳥取市

### 交差する道路
| 交差する道路                                        | 交差する場所  | 交差する場所       |
| --------------------------------------------------- | ------------- | ------------------ |
| 国道9号                                             | 伏野          | 溝川交差点 / 起点  |
| 鳥取県道190号金沢伏野線                             | 伏野          | 中の茶屋交差点     |
| 鳥取県道264号鳥取空港布勢線                         | 湖山町北1丁目 | 鳥取商業高校交差点 |
| 鳥取県道181号湖山停車場布勢線 重複区間起点          | 湖山町東1丁目 | 布勢入口交差点     |
| 鳥取県道181号湖山停車場布勢線 重複区間終点          | 湖山町東1丁目 | 湖山駅入口交差点   |
| 鳥取県道156号鳥取港湖山停車場線                     | 千代水4丁目   | 千代水西交差点     |
| 国道29号 国道53号 / 別線 重複 国道373号 / 別線 重複 | 千代水1丁目   | 安長北交差点       |
| 鳥取県道41号鳥取港線                                | 安長          | 八千代橋西詰交差点 |
| 鳥取県道26号秋里吉方線                              | 安長          | 八千代橋東詰交差点 |
| 鳥取県道193号田島片原線                             | 松並町1丁目   | 松並町交差点       |
| 国道53号 / 別線 国道373号 / 別線 重複               | 田園町4丁目   | 丸山交差点         |
| 国道9号 鳥取県道265号湯山鳥取線                     | 覚寺          | 覚寺交差点 / 終点  |

### 沿線
- 旧国道9号（全線）
- 鳥取市立末恒小学校（起点付近）
- JR西日本山陰本線
  - 末恒駅（起点付近）
  - 鳥取大学前駅
  - 湖山駅
- 鳥取県警察学校
- クラーク記念国際高等学校 鳥取キャンパス
- 湖山池
- 鳥取大学附属特別支援学校
- 鳥取大学
- 鳥取県立鳥取商業高等学校
- 鳥取市立湖東中学校
- 千代川
- 鳥取市立城北小学校
- 中国運輸局鳥取運輸支局本庁舎